# Гофилобод
Гофилобод (тадж. Ғофилобод) — сельский населённый пункт (тадж. деҳа) в центральном Таджикистане. Находится в Рогунском районе — районе республиканского подчинения Таджикистана. Входит в состав сельской общины (джамоата) Кадиоб. Расположен в Раштской долине, в долине реки Вахш. Расстояние от села до центра района (г. Рогун) — 20 км, центра общины (село Кадиоб) — 13 км. Население — 306 человек (2017 г.), таджики. Население в основном занято сельским хозяйством (животноводство и растениводство). Земли орошаются главным образом водами горных источников.